# Dionizy Mniewski
Dionizy Mniewski herbu Ogończyk (ur. w 1750 w Radoszewiczach, zm. przed lipcem 1807) – rotmistrz kujawski w konfederacji barskiej, rotmistrz kawalerii narodowej w latach 1783–1790, generał major ziemiański województwa kujawskiego, kasztelan brzeskokujawski w latach 1790-1807, poseł brzeskokujawski na sejmy 1782 i 1786 roku, emfiteutyczny starosta brzeskokujawski w 1783 roku.
Sędzia sejmowy ze stanu rycerskiego w 1782 roku. Był członkiem konfederacji Sejmu Czteroletniego. W 1794 był przywódcą powstania kościuszkowskiego na Kujawach. W latach 1795–1796 był przewodniczącym Deputacji Polskiej w Paryżu.
W 1791 roku odznaczony Orderem Orła Białego, w 1783 roku został kawalerem Orderu Świętego Stanisława.